# Kleinlobming
Kleinlobming è una frazione di 616 abitanti del comune austriaco di Lobmingtal, nel distretto di Murtal, in Stiria. Già comune autonomo, il 1º gennaio 2015 è stato fuso con l'altro comune soppresso di Großlobming per costituire il nuovo comune.